# Pericallia bangaiensis
Pericallia bangaiensis är en fjärilsart som beskrevs av Niewenhs. 1948. Pericallia bangaiensis ingår i släktet Pericallia och familjen björnspinnare. Inga underarter finns listade i Catalogue of Life.